# Sachsen (Weinanbaugebiet)
| Daten                                    | Daten                               |
| ---------------------------------------- | ----------------------------------- |
| Weinbaugebiet:                           | Sachsen                             |
| Bundesland:                              | Sachsen                             |
| Weinanbau seit:                          | 12. Jahrhundert                     |
| Fläche:                                  | 518 ha Ertragsfläche: 499 ha (2020) |
| Weinproduktion:                          | 21.187 hl (2020)                    |
| Anteil Qualitätswein:                    | 81,9 %                              |
| Website:                                 | Weinbauverband Sachsen              |
| Karte                                    |                                     |
| Weinbaugebiet Sachsen (hellblau, Nr. 12) |                                     |

Das Weinbaugebiet Sachsen ist eines der kleinsten und das östlichste Weinbaugebiet Deutschlands, festgelegt in § 3 Abs. 1 Nr. 12 Weingesetz. Es liegt fast ausschließlich im Ballungsraum Dresden im Tal der Elbe. Die Lagen befinden sich in Sachsen und in kleinen Teilen auch bei Jessen in Sachsen-Anhalt sowie in Brandenburg. Bekannte Weinorte sind Meißen, das namensgebend für den wichtigsten Bereich ist, und Radebeul. Das Anbaugebiet wird durch eine jährlich gewählte Sächsische Weinkönigin präsentiert.

## Geschichte
Die Chronik des Bischofs Thietmar von Merseburg berichtet, dass bereits beim Eindringen der Truppen von Heinrich I. in den Gau Nisan um 929 im Elbtal Weinstöcke vorgefunden wurden. Ein nächster dokumentarischer Beleg stammt aus dem Jahr 1161, aus dem eine Urkunde überliefert, dass in Meißen gegenüber der Burg am Osthang des Meisatals ein Weinberg angelegt wurde. Seit über 850 Jahren werden in Sachsen Reben kultiviert.
Sagenhaften Überlieferungen zufolge soll der kultivierte Anbau auf Bischof Benno von Meißen zurückgehen.
Im 17. Jahrhundert lag das höfische Weingut Hoflößnitz im Zentrum von 6000 Hektar sächsischem Weinanbaugebiet.
Anfang der 1880er Jahre erreichte die europäische Reblauskatastrophe Sachsen. Um die Wende vom 19. zum 20. Jahrhundert vernichtete die Reblaus, aber auch der enorme Bauboom jener Zeit, einen Großteil der Weinstöcke. Im Jahr 1907 wurde durch die sächsische Regierung das gesamte sächsische Weinbaugebiet offiziell als durchgehend verseucht erklärt.
Zum Ende der DDR 1990 war der sächsische Weinbau wieder auf 220 Hektar aufgerebt, bis zum Anfang der 2000er Jahre wurde diese Fläche mehr als verdoppelt.

## Klima und Boden
Dass trotz der exponierten Lage (mehr als 51° nördlicher Breite) gute Weine erzeugt werden, ist dem günstigen Klima im Elbtal zu verdanken. Zeitweise vorherrschende kontinentale Wetterlagen im Sommer und Herbst bewirken lange sonnige Perioden. Die Jahresmitteltemperatur im Elbtalkessel liegt zwischen 9,2 und 10,4 °C, und das Wintermittel sinkt selten unter Null Grad. Die Niederschlagsmenge liegt zwischen 600 mm und 700 mm. Die Sonnenscheindauer liegt im Mittel bei 1570 Sonnenstunden. Die Seehöhe liegt bei 110–200 Metern über Normalhöhennull. Der phänologische Frühjahrsbeginn liegt zwischen dem 29. April und 5. Mai, dadurch können die Reben früh reifen. Im Vergleich mit den westlicheren Anbaugebieten in Deutschland ist der Frühlingsbeginn etwas später, allerdings sind die Herbstmonate September und Oktober auch trockener und wärmer. Die Wärmesumme, das ist die Summe aller Tagesmitteltemperaturen in der Vegetationsperiode, liegt 62 Grad über dem Mindestwert von 2900 Grad.
Aufgrund kontinentalklimatischer Auswirkungen ist der sächsische Weinbau von strengen Wintern und Frostschäden an den Reben bedroht. Das Weinbaugebiet liegt im nördlichen Einflussbereich des Böhmwinds, der im Sommer Föhn über das Erzgebirge bewirken, im Winter allerdings auch viel Kälte eintragen kann.
Der Boden besteht überwiegend aus Granit (um Meißen), Sandstein, Pläner (im Elbtal), Löss, Ton (Bodenart), Flusssand und sandigen Böden (siehe Sand). Für die Entstehung des Bodens (siehe Geologie von Dresden) entscheidende Ereignisse sind Moränen- und Flussablagerungen der Elbe, sowie die Lausitzer Verwerfung.

## Größe und Rebsorten

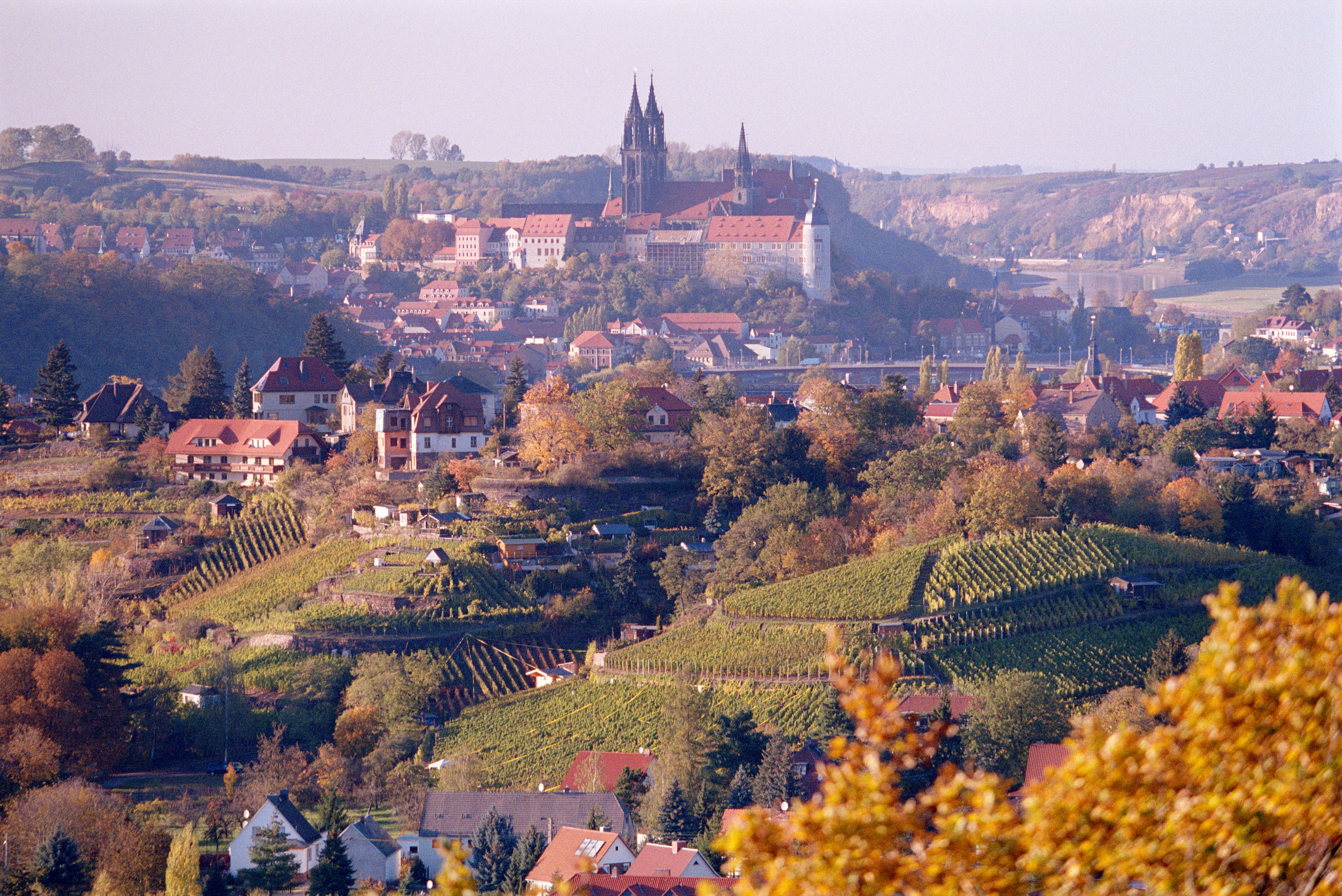
Weinberge im Spaargebirge bei Meißen

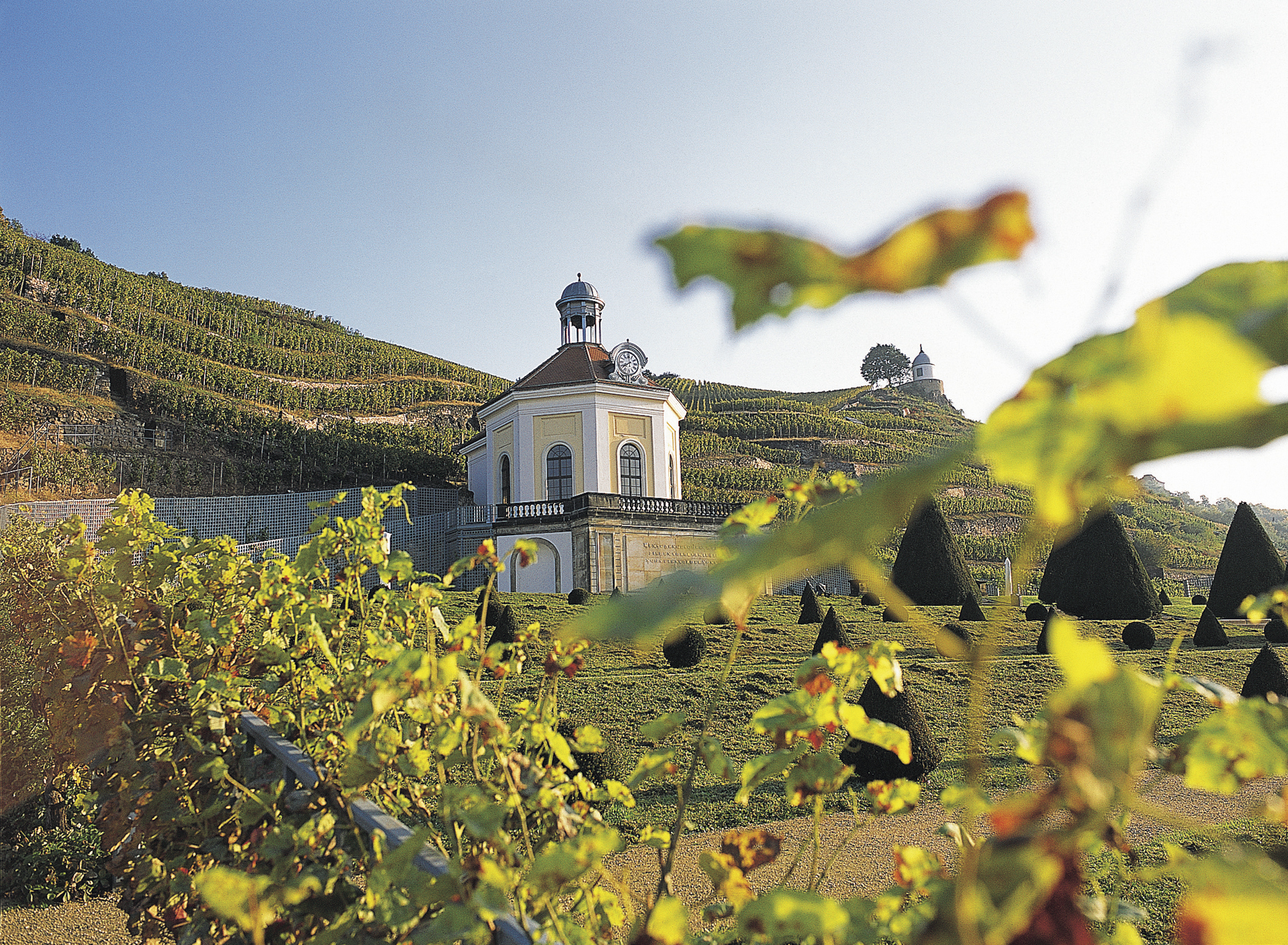
Park von Schloss Wackerbarth mit Belvedere vor dem Hintergrund der Weinberge.

Mit 509 Hektar Rebfläche ist das Weinbaugebiet Sachsen eines der kleinsten zusammenhängenden Weinbaugebiete in Deutschland. Es werden überwiegend weiße Rebsorten angebaut sowie ein kleiner, steigender Anteil Rotwein. Im Jahr 2021 waren es hauptsächlich Riesling (13,2 %), Müller-Thurgau (12,8 %), Weißburgunder (12,2 %), Grauburgunder bzw. Ruländer (9,4 %).
Weitere Rebsorten waren 2016 Spätburgunder bzw. Pinot noir (8,1 %), Kerner (5,5 %), Traminer (5,4 %), Goldriesling (5,2 %) eine nur in Sachsen kultivierte weiße Rebsorte, Dornfelder (4,5 %), Scheurebe (4,3 %) sowie 51 weitere (16,6 %).

## Einteilung
Das Weinbaugebiet ist in zwei Bereiche um Meißen (Elbtal) und im Elstertal eingeteilt. Die Qualitätswein-Lagen des Weinbaugebiets befinden sich im Landkreis Meißen, im Landkreis Sächsische Schweiz-Osterzgebirge und in Dresden. Weitere Landwein-Lagen finden sich im sachsen-anhaltischen Landkreis Wittenberg und im brandenburgischen Landkreis Elbe-Elster (Sächsischer Landwein).

### Bereich Meißen
Im Bereich Meißen befinden sich die Lagen im Freistaat Sachsen. Diese werden vier Großlagen zugeordnet.
Die Großlage Meißner Spaargebirge befindet sich um Meißen selbst. Das Spaargebirge ist ein Kleinstgebirge im Westen des Elbtalkessels. Zur Großlage gehören die Einzellagen Proschwitzer Katzensprung, Meißner Kapitelberg, Schloss Proschwitz, Meißner Ratsweinberg, Meißner Rosengründchen, Meißner Klausenberg, Kloster Heilig Kreuz und Kurfürstlicher Weinberg Meißen.
Die Großlage Seußlitzer Schlossweinberg liegt nördlich und westlich von Meißen um Weinböhla und Diesbar-Seußlitz. Die Einzellagen sind die Seußlitzer Heinrichsburg, der Weinböhlaer Gellertberg und der Oberauer Gellertberg.
Die Großlage Radebeuler Lößnitz befindet sich östlich von Meißen in Radebeul. Sie enthält die Lagen Radebeuler Goldener Wagen, Radebeuler Steinrücken, Radebeuler Paradies und Radebeuler Johannisberg.

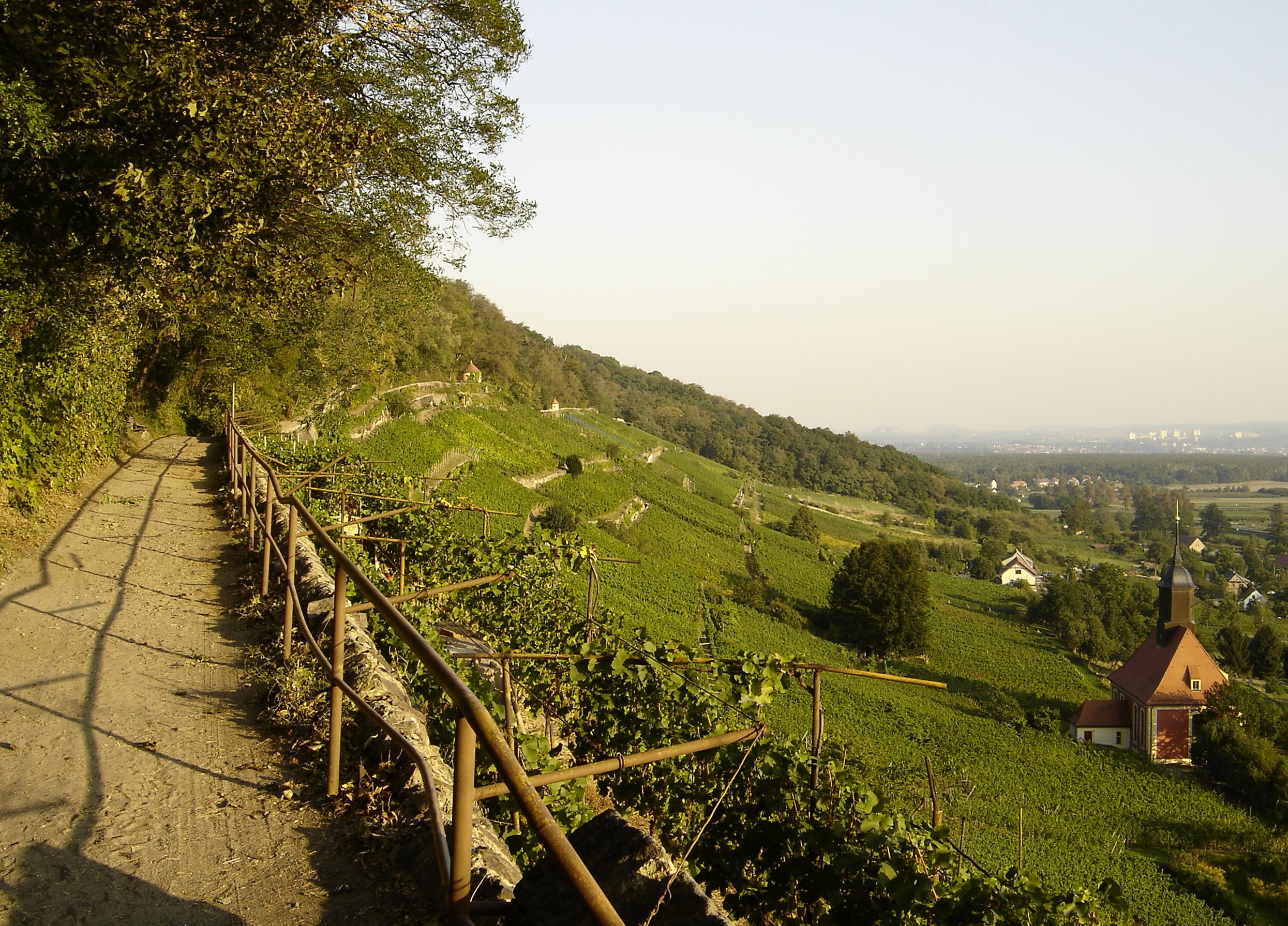
Die Einzellage Königlicher Weinberg in Pillnitz

In Dresden und Freital befinden sich die Lagen der Großlage Dresdener Elbhänge. Die Einzellage Pillnitzer Königlicher Weinberg in Pillnitz und Wachwitz liegt an den Dresdner Elbhängen, während die Einzellage Pesterwitzer Jochhöhschlößchen in Pesterwitz im Tal der Weißeritz liegt. Hinzu kommen noch die linkselbischen Einzellagen des Meißner Hochlands Merbitzer Bauernberge bei Merbitz und Cossebauder Bauernberge bei Cossebaude.

### Bereich Elstertal
Der Bereich Elstertal weiter nördlich an der Schwarzen Elster ist Großlagenfrei und hat die kleineren Einzellagen Jessener Gorrenberg, Kleindröbener Katzenzehe und Schliebener Langer Berg. Der Bereich befindet sich um Jessen (Elster) und Schlieben in Sachsen-Anhalt und Brandenburg.

### Bereichsfrei
Der Ostritzer Klosterberg (am Kloster St. Marienthal bei Görlitz im Tal der Lausitzer Neiße) steht außerhalb einer Großlage und ist bereichsfrei. Er ist die östlichste Rebfläche in Deutschland. In Brandenburg befinden sich weitere bereichs-, großlagen- und einzellagenfreie Rebflächen.

## Vermarktung

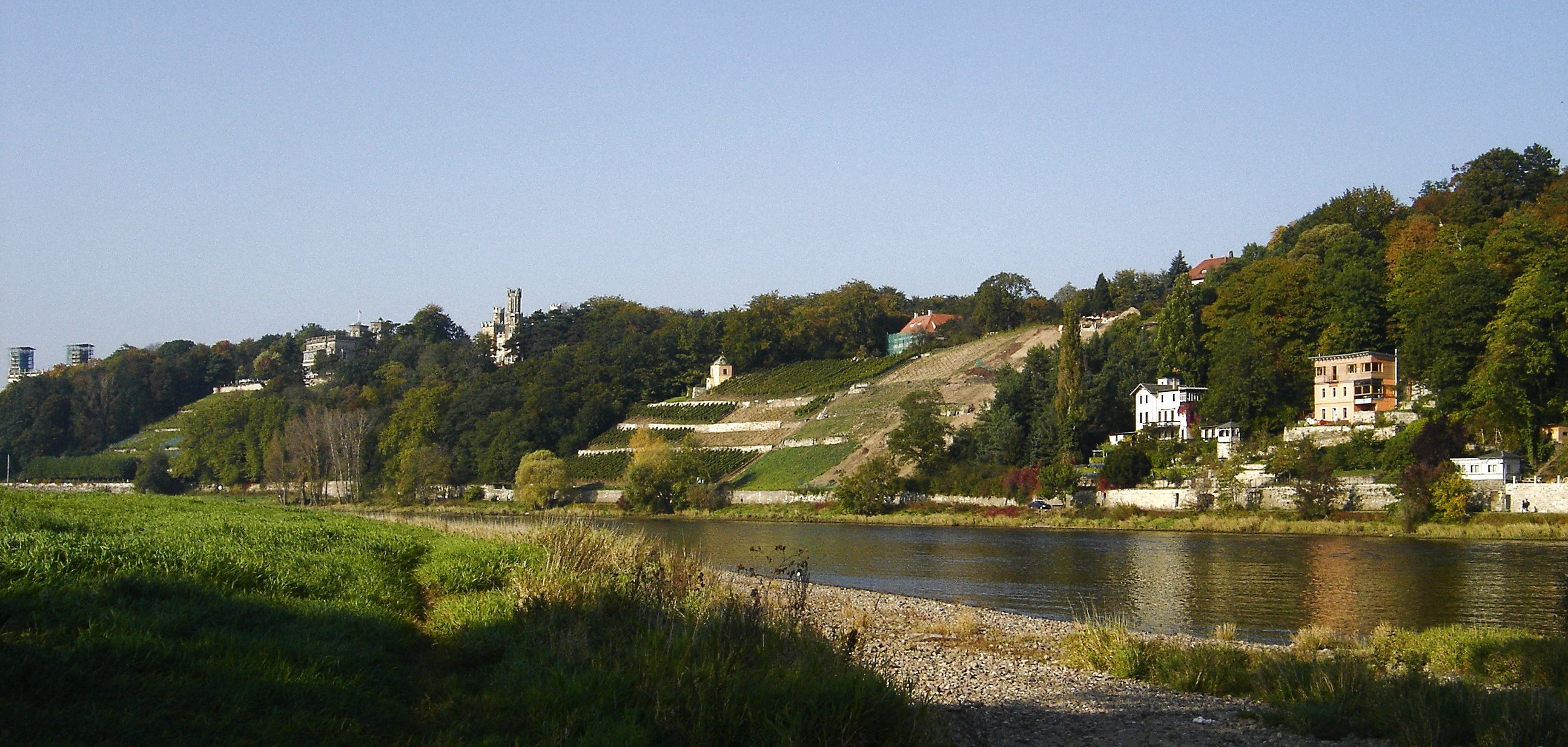
Weinhänge unweit der Dresdner Innenstadt

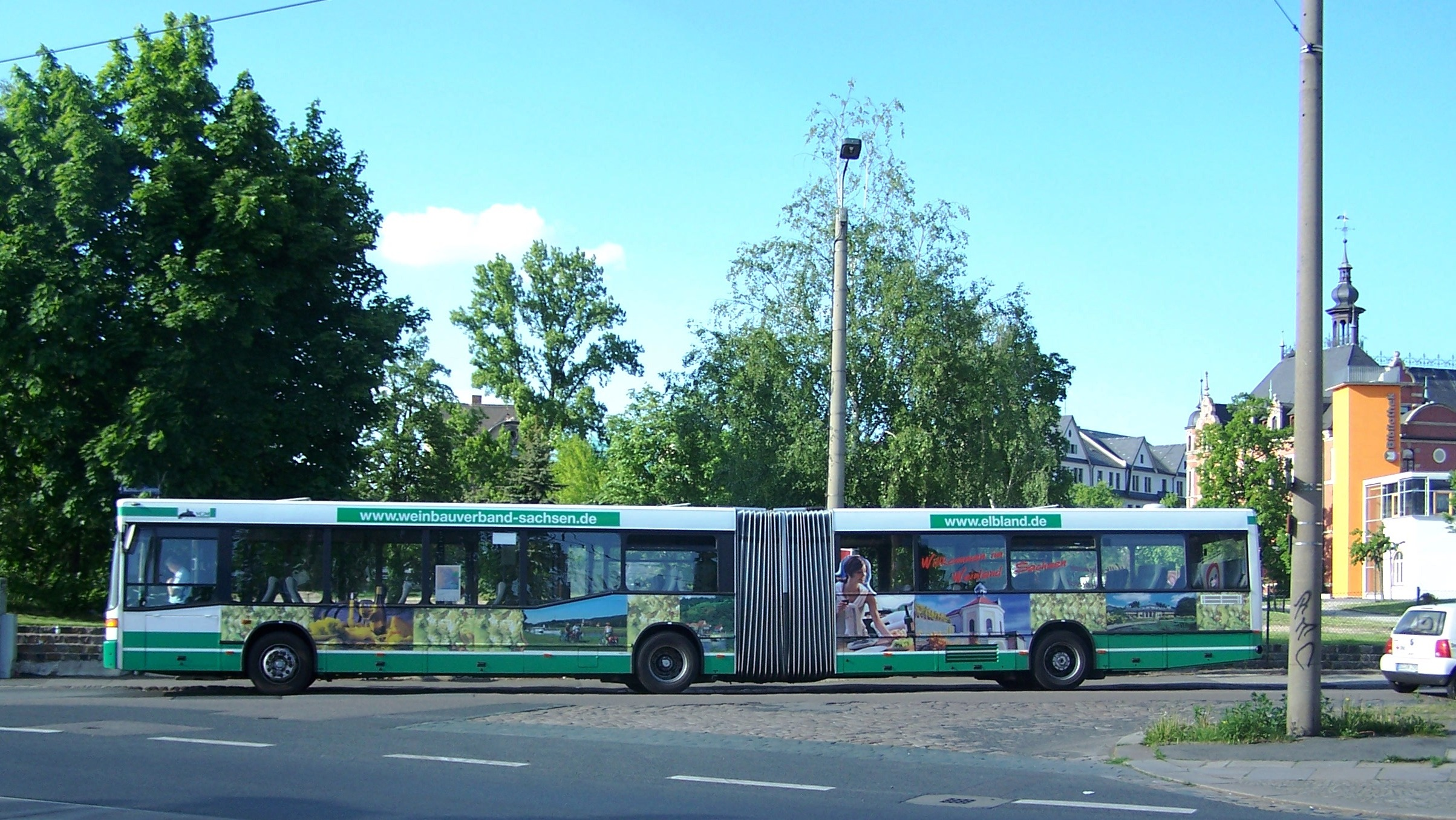
Werbung für das Weinland Sachsen an einem Bus der Verkehrsgesellschaft Meißen

Im Jahr 2017 gibt es im Sächsischen Weinbaugebiet insgesamt 37 Weingüter, die Weinbau hauptberuflich betreiben und rund 450 Hektar Rebland bewirtschaften. Davon werden 135 Hektar von rund 1500 Kleinwinzern im Nebenerwerb bewirtschaftet, die ihre Trauben an die Sächsische Winzergenossenschaft Meißen liefern. Weiter gibt es ein staatliches Weingut (Sächsisches Staatsweingut Schloss Wackerbarth in Radebeul-Niederlößnitz), ein städtisches Weingut (das ehemals kurfürstliche bzw. königliche Weingut Hoflößnitz in Radebeul-Oberlößnitz) und rund 30 private Weingüter, darunter das älteste private sächsische Weingut, Schloss Proschwitz in Zadel bei Meißen. Auch in zahlreichen Straußwirtschaften und Besenwirtschaften wird der örtliche Wein ausgeschenkt.
Zur Belebung des Tourismus wurden die Sächsische Weinstraße und der Sächsische Weinwanderweg eingerichtet. Ähnlich wie die Sächsische Schweiz oder die Sehenswürdigkeiten um Moritzburg hat das Weinbaugebiet für Dresden einen hohen Stellenwert als Sehenswürdigkeit in der unmittelbaren Umgebung. In Radebeul steht die Historische Weinberglandschaft Radebeul in ihrer Gesamtheit unter Denkmalschutz.
Der Winzerchor aus Meißen hat sich dem Liedgut rund um den Wein verschrieben und singt auf Weinfesten Trink- und Volkslieder.
Der Lehrpfad des sächsischen Weinbaus (Weinlehrpfad) verläuft in Radebeul unterhalb des dortigen, ehemaligen Weinguts Zechstein.